# Piçarra
Piçarra is een gemeente in de Braziliaanse deelstaat Pará. De gemeente telt 13.140 inwoners (schatting 2009).